# Eilika Oldenburská
Eilika Rakouská, též Eilika Oldenburská (německy Eilika von Oldenburg), rozená Eilika Helena Jutta Clementina vévodkyně Oldenburská; * 22. srpna 1972 Bad Segeberg, Německo), je manželka Jiřího Habsbursko-Lotrinského, člena habsbursko-lotrinské dynastie.

## Život
Narodila se 22. srpna 1972 v německém Bad Segebergu jako dcera vévody Jana Oldenburského a jeho manželky hraběnky Ilky Ortenburské. Byla pokřtěna jako Eilika Helena Jutta Clementina vévodkyně Oldenburská. Díky svému původu z oldenburské panovnické dynastie byla Eilika v době narození 794. osobou v pořadí následnictví britského královského trůnu, a to až do doby, kdy se vdala v římskokatolickém kostele.

## Sňatek
Svého budoucího chotě Jiřího Habsbursko-Lotrinského poznala v roce 1995 při horské túře u příležitosti setkání aristokratické mládeže v Bavorském v Allgäu.

### Obřad
18. října 1997 se Eilika vdala za Jiřího Habsbursko-Lotrinského. Svatba se konala v bazilice sv. Štěpána v Budapešti. Jiří Habsbursko-Lotrinský je nejmladší potomek Oty Habsbursko-Lotrinského (1912-2011), který byl nejstarší syn posledního českého krále, blahoslaveného Karla I.) a jeho ženy princezny Reginy.
Mezi svatebními hosty byli například také tehdejší následník španělského trůnu, a současný španělský král Filip VI. Španělský, stejně jako tehdejší monacký korunní princ, současný kníže Albert II., nebo tehdejší marocký král Hasan II. Tehdejší papež Jan Pavel II. poslal novomanželům své osobní blahopřání a požehnání. Rovněž velvyslanci mnoha států, včetně USA, se účastnili obřadu. 25letá Eilika byla oděna v bílé šaty s vysokým límcem a měla závoj, který při svatbě v roce 1896 měla její prababička vévodkyně Alžběta Alexandrina Mecklenbursko-Zvěřínská. Obřad živě přenášela maďarská televize. Přibližně 2000 maďarských občanů a turistů se shromáždilo před chrámem, aby přihlíželi svatbě.
Jejich sňatek byl prvním historickým svazkem mezi tradičně katolickým rodem habsbursko-lotrinským a luteránskými Oldenburky. Je to také teprve druhý případ, kdy se člen habsburské panovnické dynastie oženil v Maďarsku po pádu komunismu roku 1989.

### Potomstvo
Pár má tři děti:
- Žofie (maďarsky: Zsófia Mária Tatjana Monika Erzsébet Katalin, česky: Žofie Marie Taťána Monika Alžběta Kateřina), narozena v Budapešti, 12. ledna 2001;
- Ilka (maď.: Ildikó Mária Walburga, česky: Ilka Marie Valpurga), nar. Budapešť, 6. června 2002;
- Karel Konstantin (maď.: Károly-Konstantin Mihály István Mária, česky: Karel Konstantin Michael Štěpán Maria), * 20. července 2004, Budapešť.

### Následnictví a soukromý život
Podle rodinných pravidel habsbursko-lotrinského rodu je Jiří jediným členem, který je v rovnorodém dynastickém svazku. Kdyby jeho otec Otto nebyl uznal sňatek jeho staršího bratra Karla s baronkou Františkou von Thyssen-Bornemisza, která by tak byla považována za morganatický svazek, Jiří by byl následníkem svého otce v pořadí hned po svém starším bratrovi, stejně jako tomu bylo v případě následníka rakousko-uherského trůnu arcivévody Františka Ferdinanda vůči císaři Františku Josefovi I.
Eilika a Jiří s dětmi žijí v blízkosti vesničky Šoškút v maďarské župě Pest. Jejich nejstarší dcera byla první z rodu habsburského, která se po více než padesáti letech narodila v Uhrách. Zatímco Jiří je římský katolík, Eilika se rozhodla zůstat u luteránského vyznání.